# Dislipidemia
Una dislipidemia o dislipemia es un trastorno cuantitativo o cualitativo de los lípidos y lipoproteínas en la sangre. El término suele ocuparse para referirse a aquellos trastornos que aumentan el riesgo de desarrollar una enfermedad cardiovascular: hipercolesterolemia, hipertrigliceridemia y disminución del colesterol HDL.

## Clasificación
Una primera forma de clasificarlas podría ser en:
- Primarias, es decir, no asociada a otras enfermedades. Generalmente de origen genético y transmisión familiar (hereditarias), es la forma menos frecuente.
- Secundarias, es decir vinculadas a otras entidades patológicas, como por ejemplo:[6]
  - diabetes
  - hipotiroidismo
  - obesidad patológica
  - síndrome metabólico

Actualmente se prefiere clasificarlas de acuerdo con las alteraciones detectadas, pudiéndose encontrar:
- hipercolesterolemia aislada
- hipertrigliceridemia aislada
- dislipemia mixta.

## Interpretación de resultados de laboratorio
Los lípidos viajan en la sangre asociados a lipoproteínas, por lo que es fundamental el análisis de éstas para detectar fallos en el metabolismo lipídico.
Las más relevantes para su estudio son:
- HDL Lipoproteínas de alta densidad (High Density Lipoproteins). Vulgarmente conocida como "colesterol bueno", dado que el colesterol ligado a HDL no se adhiere fácilmente a las paredes arteriales y una alta concentración de HDL en sangre es considerada, en alguna forma, un factor "protector" de los efectos del colesterol total.
- VLDL. Lipoproteínas de muy baja densidad (Very Low Density Lipoproteins). Su concentración elevada por encima de valores normales, se asocia a una elevación en la concentración de triglicéridos.
- LDL. Lipoproteínas de baja densidad (Low Density Lipoproteins). Un aumento de las mismas suele verse en la hipercolesterolemia aislada. Habitualmente se le llama "colesterol malo".

## Las dislipidemias como factor de riesgo cardiaco
El estudio de este desorden metabólico ha cobrado particular importancia desde que el famoso estudio de Framingham, a finales de la década de los 70, demostrara que este es uno de los principales factores de riesgo cardiaco.
La relación entre la obesidad y la dislipidemia es bastante conocida y difundida, la obesidad relacionada con el aumento de colesterol LDL, reducción del colesterol HDL, menor tolerancia a la glucosa tienen una mayor predisposición al desarrollo de hipertrofia ventricular izquierda.
Esto se debe a que el colesterol tiende a fijarse en las paredes de las arterias, formando placas de ateroma, que las van estrechando hasta obstruirlas. Si bien la afectación más estudiada y comentada es la de las arterias coronarias, que lleva al infarto agudo de miocardio, en realidad esta afectación puede ocurrir a nivel de todo el árbol arterial y llevar a la afectación de los más diversos órganos.
La arterioesclerosis y la ateroesclerosis son patologías importantes que cuya incidencia en los últimos años ha ido en aumento. A estos dos términos suelen atribuírseles diferencias, pero éstas son básicamente semánticas. Así una aterosclerosis se caracteriza por un engrosamiento de la íntima y un depósito de lípidos y es una variante morfológica que queda bajo el término amplio de arteriosclerosis, mientras que la arteriosclerosis significa literalmente "endurecimiento de las arterias". Sin embargo, se refiere a un grupo de enfermedades que tienen en común un engrosamiento de las paredes arteriales y una pérdida de su elasticidad. La aterosclerosis es la variante más importante y frecuente de la arteriosclerosis.
En este sentido, tiene particular importancia la relación colesterol total/colesterol HDL, considerándose un nivel "seguro", una relación no superior a 4.5.

## Tratamiento de la dislipidemia
Dada la amplitud de situaciones que pueden llevar a padecer este disturbio metabólico, el tratamiento debe ser individualizado. Requiere en ocasiones la participación de un equipo multidisciplinario en el que pueden participar un médico de familia y comunidad o referente, nefrólogo, endocrinólogo, médico internista, cardiólogo y nutricionista. Deben iniciarse cambios terapéuticos en el estilo de vida (modificaciones en la dieta y actividad física, consumo de alcohol, proscripción del hábito de fumar) seguidos por tratamiento farmacológico, si después de 3 meses no se logran las metas deseables.
A las estatinas y fibratos se les ha conferido propiedades antiaterosclerótica y antitrombótica. De manera general, con su uso se ha observado mejoría del perfil aterogénico, de la reactividad vascular dependiente de endotelio y de la sensibilidad hepática a la insulina; esta última al disminuir el exceso de acúmulo de lípidos en hígado y músculo.
Más allá del valor que tienen diversos tipos de fármacos en el tratamiento de las dislipidemias, debe darse una importancia fundamental al tratamiento higiénico-dietético. Existe un consenso internacional, avalado por múltiples estudios, que demuestran que el ejercicio aumenta la concentración de HDL y disminuye la de LDL. El abandono del tabaquismo, además de eliminar un factor de riesgo independiente, también conlleva una mejora en las concentraciones plasmáticas de lípidos. Y, por supuesto, que una dieta baja en colesterol y lípidos saturados es la base de todo tratamiento. Además, como frecuentemente estas alteraciones se asocian con otros hábitos y conductas tales como patrones de alimentación incorrectos y sedentarismo, suele ser muy útil contar con la colaboración de un psicólogo para ayudar al paciente a modificar estos hábitos poco saludables. 
Los estudios epidemiológicos y experimentales, así como las investigaciones de intervenciones alimentarias, proporcionan firmes evidencias de que la restricción de lípidos totales, grasas saturadas y colesterol pueden mejorara la hipercolesterolemia en la población general. Las fibras sobre todo la soluble parece tener un efecto benéfico sobre los lípidos séricos. 
Dislipidemia 
< 200 mg/dl normal 
> 240 mg/dl alto 
< 40 mg/dl bajo
Cuando todo ello no es suficiente, o el riesgo lo amerita a juicio del médico tratante, existe un variado arsenal farmacológico, del cual se seleccionarán los fármacos más apropiados para cada particular, puesto que existen diferentes mecanismos de acción y diferentes grados de efectividad para cada tipo de dislipidemia.
Es importante destacar que algunas asociaciones de drogas tienen efectos muy nocivos para la salud (insuficiencia hepática, alteraciones musculares graves), por lo que estos medicamentos, aún en los países donde se comercializan libremente, no deberían ser usados sin asesoramiento médico.